# Lodovica Comello
Lodovica Comello (San Daniele del Friuli, 13 aprile 1990) è un'attrice, cantante, conduttrice televisiva e radiofonica italiana.

## Biografia

### Gli inizi
Lodovica Comello nasce il 13 aprile 1990 a San Daniele del Friuli, in Friuli-Venezia Giulia, secondogenita di Anna Lizzi e Paolo Comello. All'età di sei anni segue un corso di danza in una scuola del paese nativo e prende lezioni di chitarra classica ed elettrica. All’età di undici anni, invece, intraprende gli studi di canto. Successivamente frequenta il liceo scientifico Manzini a San Daniele, prendendo parte ad alcuni concorsi letterari locali.
Nel 2008 partecipa ad alcune rassegne musicali friulane, come la manifestazione canora Percoto Canta, dove canta Qualcosa che non c'è di Elisa. Nello stesso anno si diploma e fa le audizioni per entrare al MAS di Milano che frequenta tra il 2009 e il 2011. In questi anni viene scelta per essere una delle coriste e per far parte del corpo di ballo nei musical Il mondo di Patty - Il musical più bello, presentato tra il dicembre 2009 e gli inizi del 2010, e Antonella in concerto. Inoltre, appare nel film concerto Il mondo di Patty - La festa al cinema.

### 2011-2014:ViolettaeUniverso

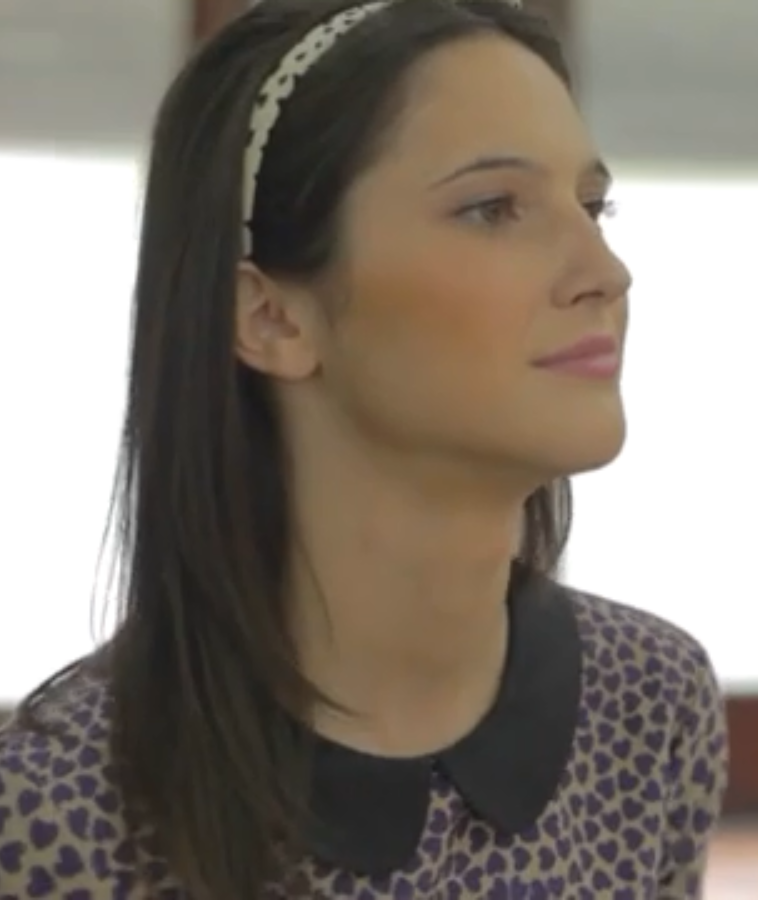
Lodovica Comello nel 2013

Nel 2011 le viene offerta l'opportunità di partecipare ai casting per una nuova serie. Dopo essere stata selezionata, a Buenos Aires frequenta un corso intensivo di spagnolo per recitare il ruolo di Francesca nella telenovela Violetta, prodotta da Disney Channel e Pol-ka Producciones. La serie viene trasmessa nel maggio del 2012 in contemporanea su Disney Channel Italia e Disney Channel America Latina e ottiene un buon successo, tanto da essere confermata una seconda stagione per il 2013, in cui ricompare anche il personaggio della Comello. Nell'edizione italiana Comello viene doppiata da Eva Padoan. Registra anche la webserie Il videoblog di Francesca in cui è la protagonista. Per l'Italia canta la canzone Ti credo, versione italiana della spagnola Te creo.
Tra l'agosto del 2013 e il marzo successivo inizia la tournée Violetta - Il concerto che tocca le principali città dell'America Latina, la Spagna, Francia e l'Italia; doppia anche il personaggio di Britney Davis per il film d'animazione Monsters University. In questo periodo riceve una candidatura ai Kids' Choice Awards Argentina come Attrice televisiva preferita.
Alla fine di ottobre del 2013 pubblica il primo singolo da solista intitolato Universo come anticipazione dell'omonimo album, messo in vendita il 19 novembre in Italia, Spagna e Argentina e poi in Polonia. L'album è stato prodotto da MAS e distribuito da Sony Music; successivamente vengono pubblicati altri due singoli: Otro Día Más e I Only Want to Be with You, reinterpretazione del brano della cantante britannica Dusty Springfield. Il disco raggiunge la ventiduesima posizione nella classifica FIMI e la dodicesima nella Poland Albums Top 50. Per pubblicizzare il disco, Lodovica tiene vari incontri per firmare le copie del CD in alcune città italiane ed è ospite del programma "Quelli che il calcio".

### 2015-2017:Mariposa, il tour, Sanremo e altri progetti

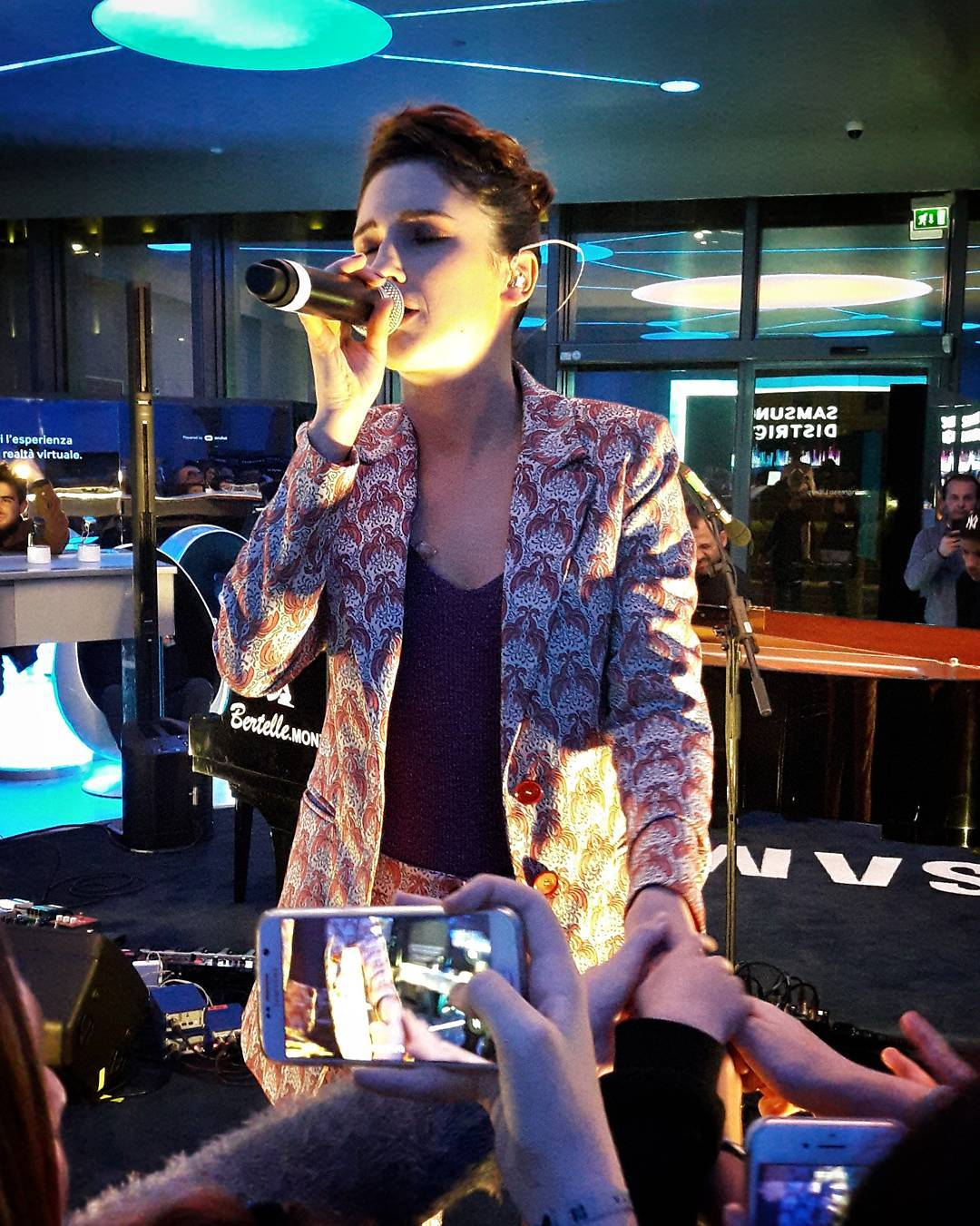
Lodovica Comello nel 2017

Nel gennaio del 2015 viene pubblicato il singolo Todo el resto no cuenta, che precede l'uscita del suo secondo album Mariposa, che si classifica alla tredicesima posizione della FIMI. Febbraio segna l'inizio del suo primo tour da solista, il Lodovica World Tour che tocca varie città italiane e della Francia, Spagna, Portogallo, Belgio e Polonia. I concerti di Roma e Milano fanno il tutto esaurito. Il tour termina il 25 ottobre 2015 a Napoli. Come secondo singolo viene pubblicato Sin usar palabras il 24 aprile 2015. Nel febbraio 2015 la cantante è ospite al programma Domenica Live, nel quale si esibisce con la canzone Todo el resto no cuenta, partecipa a E poi c'è Cattelan e nei mesi successivi viene invitata anche in programmi televisivi esteri, come Got Talent Portugal.
A inizio aprile debutta come scrittrice con una sorta di diario personale dal titolo Tutto il resto non conta e successivamente è ospite al Giffoni Film Festival, dove è una delle coach del Web Talent Show legato al film Inside Out. Il 14 settembre 2015, tramite il suo account Twitter, la Comello annuncia che sarà la conduttrice del programma televisivo Italia's Got Talent, prodotto da Sky e in onda su Sky Uno e su TV8 nel 2016. Nel maggio 2016 pubblica il nuovo singolo Non cadiamo mai, che presenta durante la finale della settima edizione di Italia's Got Talent.
Dal 5 settembre 2016 conduce su TV8 Singing in the Car, il primo game show musicale italiano a bordo di un'automobile, fisicamente guidata dalla conduttrice lungo le strade di Milano. Nel 2016 prende parte al film Poveri ma ricchi e conduce il talent show Kid's Got Talent con Claudio Bisio. Nel febbraio 2017 partecipa al sessantasettesimo Festival di Sanremo con il brano Il cielo non mi basta, giungendo in finale e piazzandosi al dodicesimo posto. Nel maggio 2017 viene pubblicato il nuovo singolo 50 Shades Of Colours. Nello stesso mese inizia il mini-tour, #Noi2 Tour, che tocca Roma, Milano e Udine, per promuovere i nuovi singoli, ed è sponsor del nuovo profumo di Giorgio Armani, Sky di Gioia. Il 17 maggio 2017, la cantante si esibisce alla finale di TIM Cup con il nuovo singolo 50 Shades Of Colours, la cover de Le mille bolle blu di Mina e l'Inno italiano. Nel giugno 2017 partecipa al Summer Festival con il brano 50 Shades Of Colours. Durante il tour estivo presenta l'inedito Changed my life, scritto da Alessandro Ubi Hueber e Marco Elfo Buongiovanni, mai pubblicato.
Ad ottobre compare nel videoclip di In The Town, singolo di Sergio Sylvestre e Gabry Ponte. Ad ottobre è ospite della quinta puntata della settima edizione di Chi ha incastrato Peter Pan?. A novembre 2017 si esibisce alla Milano Music Week presso il Samsung District Live. Inoltre, su Rai 1 fa la giudice allo Zecchino d'Oro 2017 nella terza puntata. Il 6 dicembre 2017 partecipa alla cerimonia dell'accensione dell'albero di Natale in piazza Duomo a Milano con un'esibizione musicale a tema natalizio. Il 20 dicembre 2017 è ospite del concerto a Milano della cantante italiana L'Aura. Prende parte anche al film Poveri ma ricchissimi, sequel del film campione di incassi Poveri ma ricchi. Parallelamente porta avanti il suo impegno sociale partecipando come attivista a "Every Child is my Child", progetto per il quale Comello è co-autrice dell'omonimo libro pubblicato da Salani Editore.

### 2018-presente:Run, Radio 105, il podcast e altri progetti

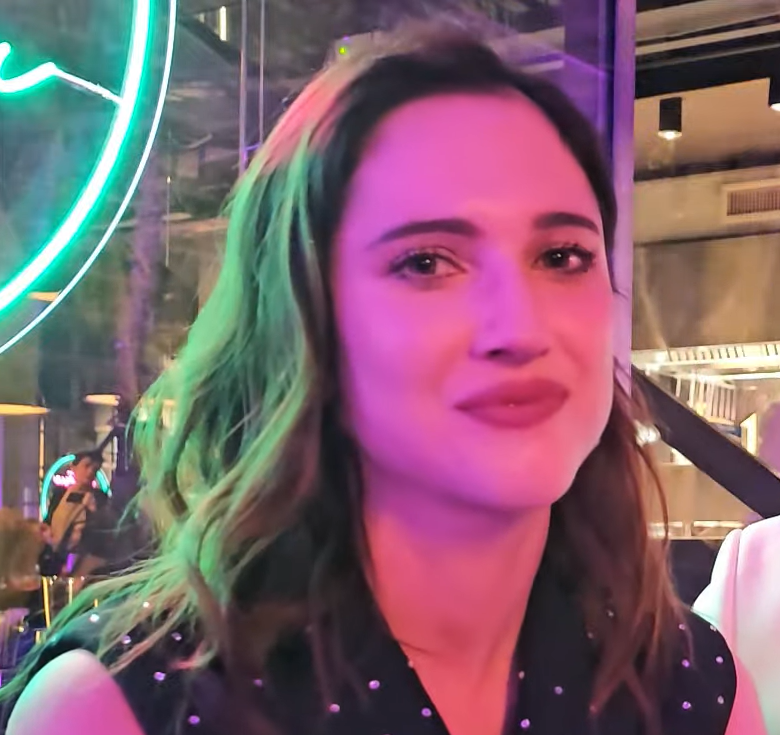
Lodovica Comello nel 2024

Dal febbraio 2018 è contributor del magazine online Lisa (Love Inspire Share Advise), ideato dal brand Condé Nast Italia, ed è volto dello spot promozionale. Nello stesso mese lancia il progetto digitale Una canzone per me, rivolto agli aspiranti musicisti e compositori, per coinvolgerli nella composizione del suo nuovo singolo. Viene anche riconfermata come conduttrice di Italia's Got Talent per la terza edizione consecutiva. Il 21 aprile 2018 si esibisce in concerto alla Notte d'oro di Primavera a Ravenna.
Il 22 maggio pubblica il singolo Run, scritto da Agnese Bighin in occasione del progetto "Una canzone per me" lanciato dalla stessa cantante. La Comello è anche protagonista di uno speciale in onda su Sky il 21 maggio, che racconta il contest e nel quale presenta in anteprima il singolo.
Da settembre 2018 a luglio 2021 conduce il programma A me mi piace su Radio 105 in compagnia di Barty Colucci, Gibba e Claudio Cannizzaro. Doppia il personaggio di Miki nel lungometraggio animato Smallfoot - Il mio amico delle nevi, nelle sale italiane ad ottobre 2018. Nello stesso mese conduce il programma Mix And Match, in onda su Sky Uno. A marzo 2019 viene confermata come protagonista della nuova fiction prodotta da Fox e Publispei, intitolata Extravergine. Reciterà nel ruolo di Dafne, e la serie andrà in onda su Fox Life nell'autunno 2019. Dall'11 marzo 2020 comincia la sua prima serie di podcast, dal titolo L'Asciugona, nei quali racconta i classici temi legati alla gravidanza e alla maternità, con tono ironico. Dal 22 luglio dello stesso anno vengono pubblicati dieci nuovi episodi, sempre con cadenza settimanale, sia in versione podcast che vodcast, che compongono la seconda stagione. A febbraio 2021 pubblica il libro L'asciugona. Cronache di gravidrammi e altalene emozionali ed è alla conduzione dell'undicesima edizione di Italia's Got Talent. Nello stesso mese, durante la settimana di svolgimento di Sanremo 2021, conduce una web-serie di interviste ad alcuni dei cantanti in gara su TIMVision, dal titolo "Casa Comello". A settembre 2021 inizia la terza stagione del podcast, costituita da nuovi episodi pubblicati con cadenza settimanale, sia in versione audio che podcast.. Il 23 novembre conduce, al fianco di Nicola Savino e della Gialappa's Band, una puntata de Le Iene su Italia 1.
Da novembre 2022 recita nella sketch comedy Tipi da crociera, in onda su Italia 1.
Dal 5 giugno 2023 ritorna su Radio 105, conducendo il programma Lei, lui e l'altro insieme ad Edoardo Mecca e Dario Micolani fino al 4 ottobre 2024.
Da giugno 2024 conduce con Enzo Miccio il programma Spose in affari su Real Time, mentre da ottobre dello stesso anno condurrà con Enrico Papi il quiz radiofonico, Gli squizzati di 105, su Radio 105.
Nel febbraio 2025 con Tommaso Cassissa e Aldo Vitali (direttore di TV Sorrisi e Canzoni) conduce su Real Time Il podcast di Sanremo come viaggio nella storia del Festival di Sanremo.

## Vita privata
Lodovica è sposata con il produttore Tomas Goldschmidt, conosciuto sul set di Violetta; il matrimonio ha luogo il 1º aprile 2015 con rito civile nel paese natale di lei. Il 16 marzo 2020 nasce il  figlio della coppia, Teo.

## Discografia

### Album in studio
- 2013 – Universo
- 2015 – Mariposa

### Singoli
- 2013 – Universo (Sony Music)
- 2014 – Otro Día Más (Sony Music)
- 2014 – I Only Want to Be with You (Sony Music)
- 2015 – Todo el resto no cuenta (Sony Music)
- 2015 – Sin usar palabras feat. Abraham Mateo (Sony Music)
- 2015 – Sin Usar Palabras/Bez Słów feat. Szymon Chodyniecki (Sony Music)
- 2016 – Non cadiamo mai (Sony Music)
- 2017 – Il cielo non mi basta (Sony Music)
- 2017 – 50 Shades of Colours (Sony Music)
- 2018 – Run (Sony Music)

### Colonne sonore
- 2012 – Violetta (Walt Disney Records)
- 2012 – Violetta: La musica è il mio mondo (Walt Disney Records)
- 2013 – Hoy somos más (Walt Disney Records)
- 2014 – Violetta - Gira mi canción (Walt Disney Records)
- 2015 – Crecimos Juntos (Walt Disney Records)
- 2015 – Violetta: V-lovers choice (Walt Disney Records)
- 2021 – Ridley Jones: La paladina del museo (Netflix)

## Tour
- Il mondo di Patty - Il musical più bello, regia di Toto Vivinetto (2009-2010)
- Antonella in concerto, regia di Toto Vivinetto (2010)
- Violetta - Il concerto, regia di Matthew Amos (2013-2014)
- Lodovica World Tour, regia di Matteo Gastaldo (2015)
- #Noi2 (2017)

## Filmografia

### Cinema
- Poveri ma ricchi, regia di Fausto Brizzi (2016)
- Poveri ma ricchissimi, regia di Fausto Brizzi (2017)

### Televisione
- Il videoblog di Francesca – serie TV, 16 episodi (2012)
- Violetta – serial TV, 240 episodi (2012-2015)
- Romolo + Giuly, – serie TV (2019)
- Extravergine – serie TV, 10 episodi (2019)
- Tipi da crociera – serie TV, 30 episodi (2022-2023)

### Doppiatrice
- Monsters University, regia di Dan Scanlon (2013) – doppiaggio italiano
- La principessa e l'aquila (The Eagle Huntress), regia di Otto Bell (2017)
- Smallfoot - Il mio amico delle nevi (Smallfoot), regia di Karey Kirkpatrick (2018) – doppiaggio italiano
- Trolls 3 - Tutti insieme (Trolls Band Together), regia di Walt Dohrn (2023) – doppiaggio italiano

## Programmi televisivi
- Italia's Got Talent (Sky Uno, 2016-2017, 2019-2022)
- Giornata Mondiale della Gioventù - Speciale Cracovia (TV2000, 2016)
- Singing in the Car (TV8, 2016-2017)
- Kid's Got Talent (Sky Uno, 2016-2017)
- Mix And Match (TV8, 2018-2019)
- Up! Xmas - Disco di Natale (TV8, 2019)
- Sanremo in the Sky (Sky Uno, 2020)
- Casa Comello (TIMvision, 2021)
- Le Iene (Italia 1, 2021)
- Spose in affari (Real Time, 2024)
- Il podcast di Sanremo (Real Time, 2025)

## Programmi radiofonici
- A me mi piace (Radio 105, 2018-2021)
- Lei, lui, l’altro (Radio 105, 2023-2024)
- Gli squizzati di 105 (Radio 105, dal 2024)